# Gramo por litro
El gramo por litro, de símbolo g/L o bien g·L-1, es una unidad de medida de concentración másica, que se usa para indicar cuántos gramos de una determinada sustancia están presentes en un litro de mezcla, normalmente líquida o gaseosa. Esta unidad no pertenece al Sistema Internacional, pues hace referencia al litro, que no pertenece a dicho sistema. En el SI, la unidad de concentración másica es el kilogramo por metro cúbico, que es numéricamente equivalente: 1 g/L = 1 kg/m³.
A menudo, se le aplican prefijos del SI, dando lugar a unidades como el miligramo por litro (mg/L) o el microgramo por decilitro (μg/dL). Para medidas de concentraciones en agua, se puede emplear la expresión «parte por millón» (ppm), pues un litro de agua pura pesa, bajo condiciones normales, un kilogramo, o un millón de miligramos. Asimismo, en la expresión de la graduación de una bebida alcohólica, se emplea el similar mililitro por litro (mL/L).